# Tylecodon
Tylecodon là một chi thực vật có hoa trong họ Crassulaceae.